# Metaclisis carinata
Metaclisis carinata är en stekelart som först beskrevs av William Harris Ashmead 1893.  Metaclisis carinata ingår i släktet Metaclisis och familjen gallmyggesteklar. Inga underarter finns listade i Catalogue of Life.